# 科里·泰勒
科里·托德·泰勒（Corey Todd Taylor，1973年12月8日—）是美国音乐家、作曲家、作家和演员。他是重金属乐队活结乐队的主唱，在队伍中编号为#8；同时也是摇滚乐队石酸乐队的主唱、吉他手、作词家。
泰勒于1992年与鼓手乔尔·艾克曼（Joel Ekman）在爱荷华州得梅因共同创立了石酸乐队。他于1997年加入活结乐队，并取代原来的主唱 安德斯·科斯夫尼（Andres Colsefni），随后与活结乐队一起发行了七张录音室专辑。在第一、第二张活结乐队专辑获得白金销量后，泰勒于 2002年重返石酸乐队创作专辑并进行巡演。2020年他的首张个人录音室专辑《CMFT》发行。他的第二张个人录音室专辑《CMF2》于2023年9月15日发行。
他还曾与其他乐队合作过，包括Junk Beer Kidnap Band、科恩乐队、Disturbed、金属启示录、 Code Orange、炭疽乐队、Steel Panther、Tonight Alive、陷入逆境、Soulfly、Damageplan、 Tech N9ne和the Clay People。

## 早年生活
科里·托德·泰勒（Corey Todd Taylor）1973年12月8日出生于爱荷华州得梅因市。他在爱荷华州滑铁卢由母亲一人抚养长大。他对滑铁卢的印象是：“周围有建筑的一个大坑”。他的父亲有德国、爱尔兰和美洲原住民血统，母亲有荷兰和爱尔兰血统。泰勒和他的母亲和妹妹经常在美国各地寻找工作机会，迁徙频繁，在他15岁时，他已经旅居过25个州。1979年左右，泰勒在和母亲看科幻连续剧《25世纪的巴克·罗杰斯》 的时候看到了1978年恐怖电影《万圣节》的预告片。泰勒说这个预告片让他“产生了某种活结的感觉”，让泰勒接触了面具和恐怖主题，而泰勒的祖母则让他了解了摇滚音乐，给他看了20世纪50～70年代的猫王埃爾維斯·皮禮士利的唱片集。他尤其觉得《Teddy Bear》、《In the Ghetto》和《Suspicious Minds》等歌曲最能引起他的兴趣，他称其为一段“美好的时光”。泰勒在年轻时也听黑色安息日。他说当他和表弟一起唱旅行者合唱团的《Separate Ways》时，他就立志要成为一名歌手了。
1983年，还在他九岁的时候，母亲和她男朋友作为伯特·雷诺兹牧场的保安搬到了佛罗里达州的劳德代尔堡。15岁时，他在滑铁卢染上了毒瘾，并曾两次过量服用可卡因。在那之后，他回到得梅因看望他的祖母，并留下来再也没有回去滑铁卢过。祖母获得了泰勒的监护权，让他继续学业，并帮他买乐器。泰勒表示他的祖母给了他“最强的影响”，是他的“基石、基础和稳固”。泰勒18岁时离开祖母家，周游爱荷华州的众多地方，也经常回得梅因。泰勒就读于得梅因的林肯高中，但没有毕业。后来他获得了普通教育发展证书（GED）。
2017年泰勒在Viceland的《治疗师》的一集中透露，他在10岁时遭到一位比他大六岁的朋友的性虐待。直到他18岁之前，他从未将此事告诉过任何人，因为施虐者威胁要伤害他和他的妈妈”。 18岁时，当泰勒与祖母住在一起时，他尝试通过过量吸毒来自杀，随后他前女友的母亲开车送他去得梅因的医院，他被抢救了过来。他说这是他人生中的最低谷。泰勒30岁时第一次见到亲生父亲并和他相认，尽管泰勒说他们并不常见面。

## 音乐生涯

### 石酸乐队

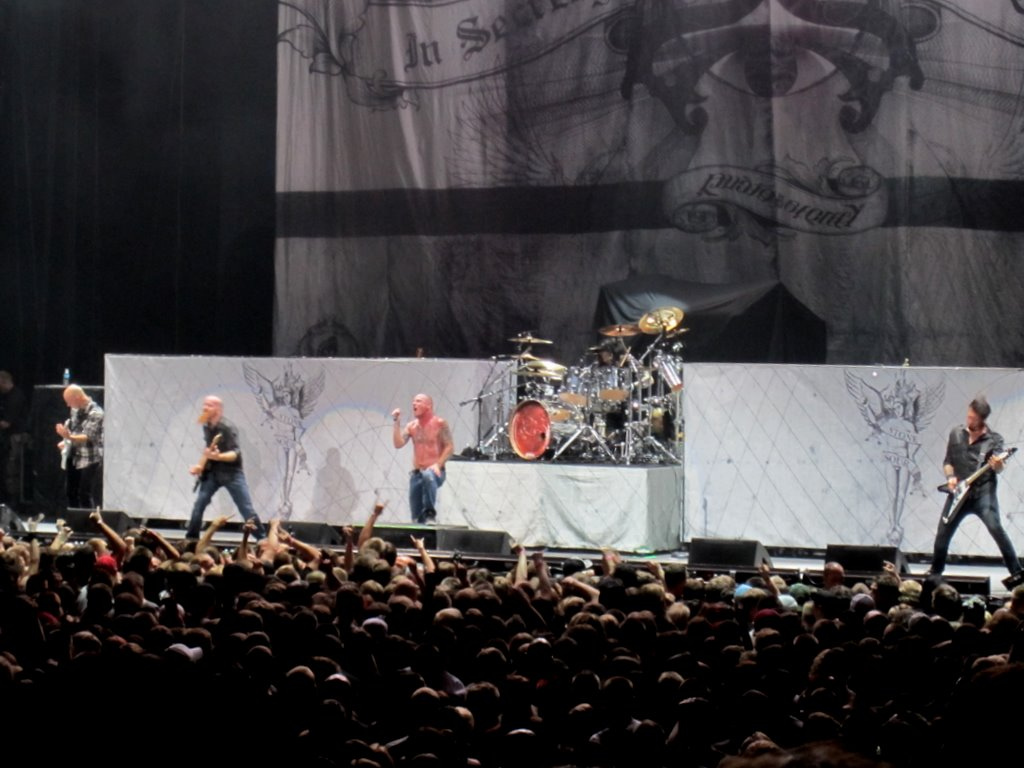
2010年石酸乐队的演出

泰勒是美国硬摇滚乐队石酸乐队的创始成员。 1992年，在他与鼓手乔尔·艾克曼（Joel Ekman）组建乐队后，肖恩·伊科玛基（Shawn Economaki）加入并填补了贝斯手的空位，而电吉他位置则由乔什·兰德（Josh Rand）担任。 石酸乐队在1993年录制了一张小样，并于1994年录制了另一张小样。 1997年，金属乐队活结乐队联系了泰勒，这让他暂时放弃了石酸乐队。直到五年后的2002年，泰勒才回归石酸乐队并录制他们的首张专辑《Stone Sour》。泰勒和吉他手乔什·兰德联系了活结乐队的吉他手吉姆·鲁特和石酸乐队的原贝斯手肖恩·伊科玛基，开始为他们的首张专辑创作歌曲。之后鼓手乔尔·艾克曼也回归乐队。

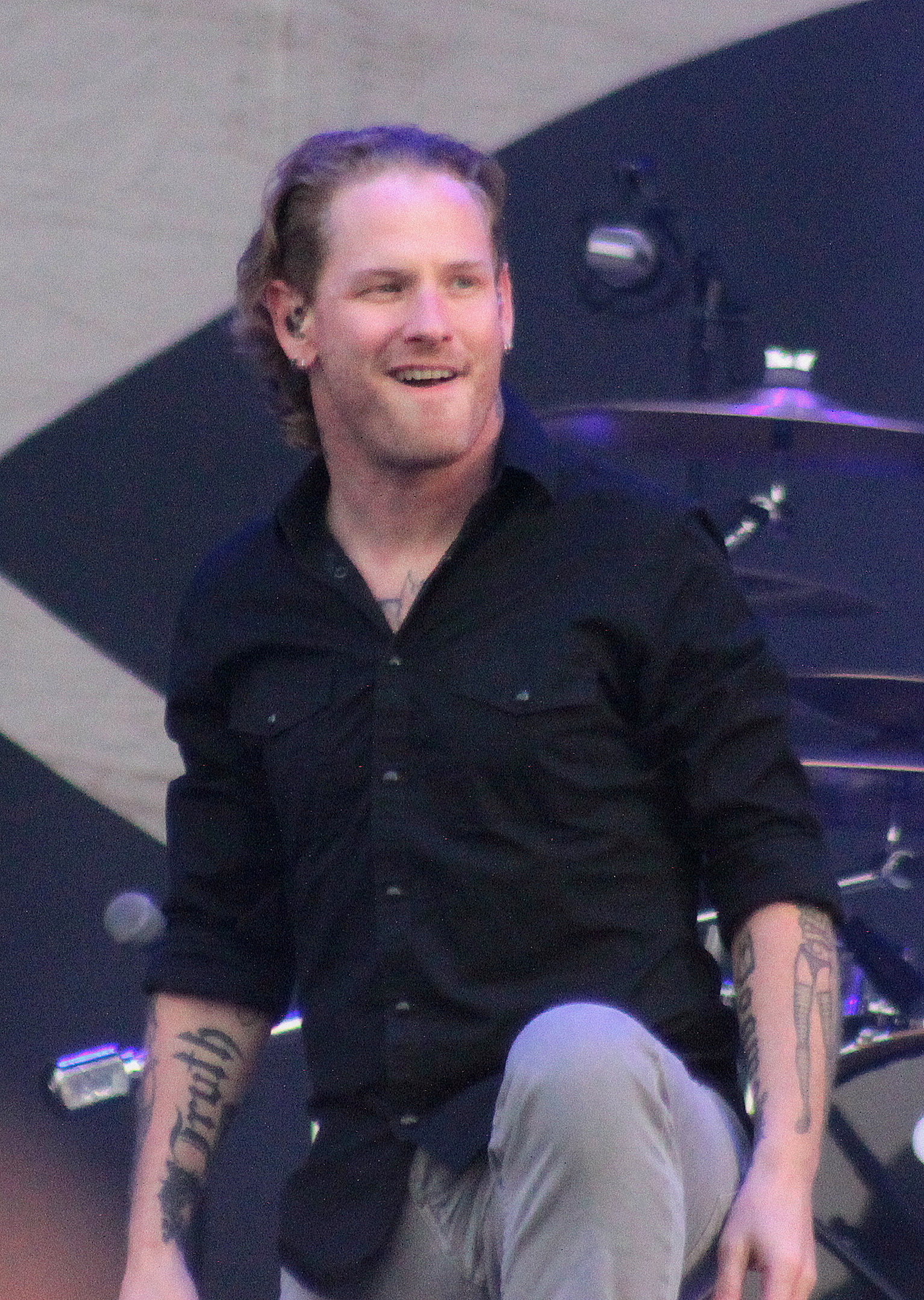
2013年泰勒在石酸乐队中演出

石酸乐队的首张同名专辑于2002年8月27日发行，并在公告牌200强排行榜上排名第46位。他们的第二张专辑《Come What(ever) May》于2006年8月1日发行，首次发售就在公告牌200强排行榜上获得第四名，并在不同的榜单上登榜。石酸乐队俄罗斯演唱会目前是他们唯一专门发布供下载的现场专辑。在专辑录制期间，鼓手乔尔·艾克曼因个人原因离开了乐队。后来鼓手罗伊·马约加（Roy Mayorga）来取代他的位置。该乐队于2010年9月7日发行了他们的第三张录音室专辑《Audio Secrecy》 。
后来科里·泰勒与石酸乐队发行一张概念双专辑。专辑的标题是“House of Gold & Bones”。在制作双专辑的过程中，贝斯手肖恩·伊科玛基离开了乐队，暂时由强尼·周（Johny Chow）顶替。第一部分于2012年10月发布，第二部分于2013年4月发布。共有23首歌曲，第一部分11首，第二部分12首。除了这两张专辑之外，泰勒还在2013年发售由自己创作、黑马漫画出版的四集漫画系列。泰勒构写了与专辑相吻合的故事。还可以根据两张专辑实体版的包装设计，搭建一个微型的“金骨之屋”（House of Gold & Bones ）。泰勒还希望将这个故事拍成电影，但并无任何进展。

### 活结乐队

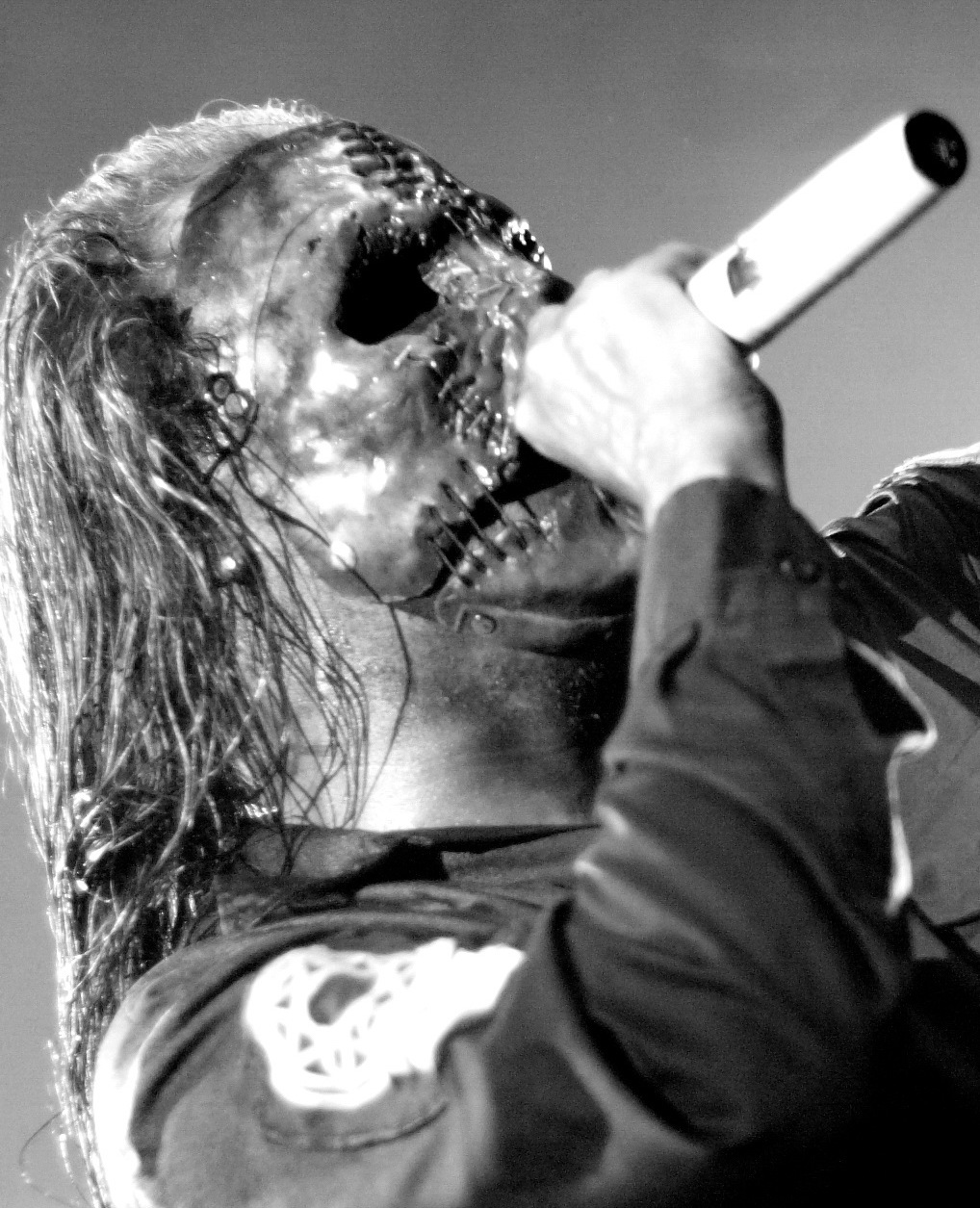
2005年泰勒在活结乐队的表演

在爱荷华州得梅因，乔伊·乔迪森、肖恩·克拉汉和米克·汤姆森邀请泰勒加入活结乐队，他同意参加乐队试音。在活结乐队的九名成员中，泰勒是第六个加入乐队的。在活结乐队，他被称作“第八号”，因为乐队对其成员的编号遵循从0到8的方案。据肖恩·克拉汉说，泰勒想要数字八，因为“8”象征着无穷。
随后泰勒觉得在活结乐队中更能尽展所能，故尽管泰勒当时正与石酸乐队录制专辑，他还是暂时退出了石酸乐队。泰勒与活结乐队的首场演出是在1997年8月24日，据乐队成员称，首场演出进行得并不顺利。在他的第一次演出中，泰勒用的是面部彩绘而不是面具。然而在随后9月12日的第二场演出中，他戴了一个类似于首张专辑封面的面具。自从他们的第二张演示专辑发行以来，泰勒就与活结乐队一起录制唱片。作为活结的永久主唱，他在加利福尼亚州马里布的Indigo Ranch与乐队一起录制唱片，并发行了首张同名专辑《活结》，该专辑在Top Heatseekers排行榜上名列第一，在美国获得了双白金认证，并收录于2006年《死前必听的1001张专辑》一书中。之后泰勒被指控在歌曲《Purity》的歌词中侵犯其他歌曲的版权，但没有被采取任何法律行动。泰勒于2001年在洛杉矶范奈兹的Sound City和Sound Image开始录制他们的第二张录音室专辑《爱荷华》，专辑于2001年8月28日发行，并在英国专辑榜上排名第一，并在Billboard 200上排名第三。在创作《Vol. 3: (The Subliminal Verses)》时 ，泰勒决定挑战创作不用脏话的歌词。它在Billboard 200排行榜上最高排名第二。《All Hope Is Gone》是第一张在Billboard 200上排名第一的活结专辑。

### 其他工作
泰勒曾作为客座音乐家出现在Soulfly、金属启示录、Damageplan、Steel Panther和Code Orange等创作的专辑中。他曾积极参与鞭笞金属炭疽乐队的专辑《Worship Music》的录制，但尚未发行。他还为Roadrunner United 2005年的全明星专辑中的歌曲“Rich Man”献声。 泰勒还在Steel Panther的单曲“Death to All but Metal”、“Eyes of a Panther”和“Asian Hooker”中短暂露面。2006年，泰勒创立了唱片公司Great Big Mouth Records。泰勒制作了两张专辑：Facecage的同名专辑和Walls of Jericho 's Redemption。泰勒为梦剧院2007年专辑《Systematic Chaos》的歌曲《Repentance》提供了客座旁白。2009年1月13日泰勒在接受Billboard采访时表示他计划制作一张个人专辑，并在活结乐队的All Hope Is Gone 世界巡演后回归他的副业项目石酸乐队。泰勒表示，他正在创作的歌曲“不适合他的任何一个主要乐队”。他将它们形容为《喷火战机》、《约翰尼·卡什》和《社会扭曲》与“爱荷华州的生活与生俱来的乡村背景”的结合体。 
2009年3月30日，泰勒确认和Junk Beer Kidnap Band将在2009年Rockfest上表演。该乐队于2009年4月24日在爱荷华州得梅因市人民法院演出，也是泰勒的首次正式个人演出。泰勒与他的乐队Dum Fux和丹尼·哈维 (Denny Harvey) 一起表演，丹尼·哈维为20世纪70年代的朋克摇滚和80年代的华丽金属翻唱。泰勒还与Tenacious D翻唱乐队Audacious P一起演出。 

### 风格和影响
在2015年泰勒告诉Loudwire，如果不是因为Faith No More，他"今天可能就不在了"。他在1990年MTV音乐录影带大奖上看到乐队演唱《Epic》，这场表演激发了他重新开始写歌和演奏音乐的灵感。他还表示，Pearl Jam对他的音乐产生了巨大的影响和启发，称这个乐队是"有史以来最大最好的摇滚乐队之一"。
泰勒在活结乐队的前两张专辑《活结》和《爱荷华》中的演唱有大量的脏话。许多评论家批评泰勒过度依赖脏话，这反而刺激泰勒在活结乐队的第三张专辑《Vol. 3: (The Subliminal Verses)》大部分的歌曲中不使用脏话，专辑因此没有被贴上不雅标签。与活结乐队的前任主唱安德斯·科斯夫尼相比，前鼓手乔伊·乔迪森形容泰勒的唱腔有"非常出色的旋律"。泰勒的唱腔包括旋律、咆哮、尖叫、喊叫和说唱，这些独特风格使他在《Hit Parader》的"有史以来最佳金属歌手100强"中排名第86位，并经常与其他歌手如Ivan Moody、John Bush、Phil Anselmo和Jamey Jasta相提并论。

## 个人生活
2002年9月17日，泰勒的当时未婚妻斯嘉丽生下了儿子。泰勒还有一个来自前任的女儿。泰勒和Scarlett于2004年3月11日结婚，但在2007年离婚。在2009年11月13日，泰勒在拉斯维加斯的帕姆斯酒店与斯蒂芬妮·露比结婚。他们生了个女儿，但在2017年分居。在2019年4月7日，他在Instagram页面上宣布与"Cherry Bombs"的创作者艾莉西亚·德芙订婚，并于2019年10月6日完婚。
泰勒曾经有酗酒问题，前妻斯嘉丽曾帮他度过难关，同时阻止了他的自杀。在2006年，泰勒告诉MTV，他曾试图在2003年从酒店八楼的阳台上跳下，但"不知何故斯嘉丽阻止了我"。然而，后来泰勒在接受Kerrang!电台采访时撤回了这一说法，并表示实际上是他的朋友Thom Hazaert亲自阻止了他。斯嘉丽告诉他“要么戒酒，要么离婚”。在石酸乐队2006年1月开始录制《Come What(ever) May》之前，泰勒就戒酒了。
在2009年8月3日，他与炭疽乐队的Scott Ian一起共同主持了2009年的Kerrang!音乐奖。次年，他们再次一同主持了Kerrang!音乐奖。泰勒代表已故活结乐队前贝斯手保罗·格雷领了K!Service奖。
在2010年9月初，泰勒宣布他的书《七宗罪：解决天生邪恶与受损善良之争》将于2011年7月12日通过Da Capo Press出版。
在2021年8月，泰勒在个人专辑《CMFT》的独奏巡回演出结束后的新冠检测呈阳性。尽管他已接种疫苗，他仍有症状，但他说疫苗防止了病情的恶化。
泰勒在政治上自认为是中间派，并且强烈反对取消文化。
在2016年，他进行了颈部手术，根据他自己的说法，是因为他"一段时间前扭断了脖子，但当时没意识到"。

## 争端

### 软饼干乐队
在1999年4月，泰勒在巡演中宣传活结乐队即将发布的同名专辑时，他批评了科恩乐队的鼓手David Silveria为卡爾文·克雷恩接受商业广告的行为。当时Silveria在广告中的多个杂志中担任模特，泰勒立刻买了数份杂志，并在数场活结乐队的演唱会中公开焚烧了这些杂志。软饼干的DJ Lethal和主唱弗雷德·德斯特（是Silveria的朋友）对泰勒的这些举动感到愤怒，后来在1999年5月发表了针对活结乐队粉丝的报复性言论，称他们为"肥胖、丑陋的孩子"。在澳大利亚的Channel V上出镜时，泰勒回应说，活结乐队的粉丝"喜欢各种音乐，也许像软饼干这样的..."。泰勒说，侮辱活结的粉丝也可能是在侮辱自己的粉丝。在2000年10月的VH1采访中，德斯特对泰勒的评论表示同意，同时表达了与泰勒和解的意愿。泰勒在2001年6月同意了德斯特的评论，但他仍继续攻击软饼干，他接受Much Music采访时说"弗雷德·德斯特是个了不起的商人，但他不是艺术家。我对他的感觉不是来自他个人，而是他的所作所为。”
泰勒和德斯特的关系最终在2010年变得友好，当时软饼干在录制专辑《Gold Cobra》。在歌曲《90.2.10》中，德斯特在一句歌词中向泰勒致敬。根据泰勒在2011年的一次采访中透露，德斯特的孩子们是活结的粉丝。在2013年的一次采访中，泰勒声称他和许多活结乐队成员都非常欣赏软饼干的专辑《Three Dollar Bill, Y'all》。泰勒还表示，两支乐队在2009年的Download Festival上同台演出，当时德斯特走向他，告诉泰勒他的孩子是活结的粉丝，于是泰勒主动提出给他们签名。后来软饼干参加2014年在日本举办的活结乐队主办的Knotfest巡演，并与科恩乐队一同演出。
在2021年，活结乐队前鼓手乔伊·乔迪森去世后，软饼干在得梅因的一场演出中向他致敬。

### 五分钱乐队
泰勒与五分钱乐队主唱Chad Kroeger之间的争端可以追溯到2002年，当时活结乐队和活结乐队与五分钱乐队在同一唱片公司Roadrunner Records下。在2002年的一次采访中，泰勒对唱片公司宣传五分钱乐队而非石酸乐队感到愤怒，他说“我很高兴他们用我们的钱取悦五分钱乐队。这对我来说是非常痛苦的，如果我见到那些混蛋中的任何一个的话，就很难看了”。尽管泰勒发表了这些言论，他说在之后的大部分时间里与五分钱乐队的其他成员保持了友好关系。
在2017年接受瑞典摇滚网站Metal Covenant采访时，Kroeger在被问及对活结乐队的看法时抨击了泰勒，声称“他们想成为五分钱乐队[...]他们还好，但不如五分钱乐队好，他们听起来像五分钱乐队的低配版”。他指责泰勒在媒体上攻击他，并嘲讽他从未发布过一首冠军热单，还说活结乐队的舞台形象和面具是一种"噱头"。在2017年6月19日的一次采访中，泰勒回应了Kroeger的评论，他说“你知道吗？我从未说过创作热门歌曲很容易，我不知道他到底生活在哪个星球。显然是Kroeger星球，那里的大麻肯定好，因为他是个白痴”。泰勒后来强调他尊重五分钱乐队的其他成员，但只对Kroeger怀有敌意，后来嘲讽他为"长得像脚的脸"。在2017年7月活结乐队在芝加哥的演出中，多名粉丝在乐队登台前开始高喊"操五分钱乐队"。泰勒后来幽默地对观众说：“你们真是疯狂，出声吧，发泄吧。美丽而疯狂的婊子们。告诉你们，我们要为你们演奏一首'非热门歌曲'”。

### 机关枪凯利
在2021年，泰勒和说唱歌手机关枪凯利之间爆发了争端。泰勒对凯利将自己的公共形象和音乐风格从说唱转型为流行朋克进行了评价。在一次采访中，泰勒公开取笑凯利转型摇滚的过程，称：“我基本上讨厌所有新的摇滚——嗯，那些在一个风格失败后决定转向摇滚的艺术家。我想他知道他是谁，但那是另一回事。”在2021年9月的Riot Fest上，Kelly和活结乐队被安排在同一天和同一时间演出，尽管在不同的舞台上。Kelly利用这个机会对泰勒的评论发表报复性言论，他在演出开场时要求舞台工作人员点亮观众，以便他能"看到那些选择在这里而不是与所有那些老怪人在一起的人"。他后来再次攻击了这支乐队，大声宣称："你想知道我真的很高兴我没有做的事情吗？那就是50岁了还在舞台上戴着他妈的怪面具，说些屁话"。
随后，凯利在推特上透露，泰勒最初是他2020年专辑《Tickets to My Downfall》中歌曲《Can't Look Back》的合作伙伴，但由于凯利对泰勒的作词不满，合作未能实现，称其为"真他妈糟糕"，然后声称泰勒对被剔除而感到不满。泰勒回应了这条推文，上传了他与《Tickets to My Downfall》的联合制片人Travis Barker之间的电子邮件截图，强调他由于与凯利的创意分歧而尊重地拒绝出现在这首歌曲中。作为回应，凯利声称他曾要求泰勒重新写他的诗句，并再次强调它"真的很糟糕"。
泰勒在2022年1月的一次粉丝问答活动中回应了这场争端，声称是凯利挑起了冲突。他会继续侮辱凯利在音乐方向上的变化。
在2022年7月的一次采访中，凯利在他的纪录片《Life in Pink》中承认，他对与泰勒的争端感到遗憾，希望双方都能在那种情况下表现得更理智，而不是表现得"荒谬可笑"。

## 外部連結
- 官方网站
- Corey Taylor interview
- Metal Underground: interview （页面存档备份，存于）
- NY rock: article
- IGN: article
- Duff McKagan on Corey Taylor in Seattle Weekly